# Karwino
Karwino – część wsi Łebno w Polsce, położona w województwie pomorskim, w powiecie wejherowskim, w gminie Szemud. Wchodzi w skład sołectwa Łebno.
W latach 1975–1998 Karwino administracyjnie należało do województwa gdańskiego.